# Хуршид Табаристанський
Хуршид (перс. اسپهبد خورشید; 734–761) — останній дабуїдський правитель Табаристану. Успадкував владу від свого батька, втім до досягнення чотирнадцятирічного віку правив під регентством свого дядька, Фаррукана. Хуршид намагався зберегти свою незалежність від Халіфату, підтримуючи повстанців та налагоджуючи дипломатичні зв'язки з китайською династією Тан. Зрештою Аббасиди завоювали його країну 760 року. Покінчив життя самогубством у вигнанні.